# Perkebunan Tanah Datar
Perkebunan Tanah Datar is een bestuurslaag in het regentschap Batu Bara van de provincie Noord-Sumatra, Indonesië. Perkebunan Tanah Datar telt 1091 inwoners (volkstelling 2010).